# Antonio Arévalo Martínez
Antonio Arévalo Martínez (1871-1948), fue un arquitecto sevillano.

## Obras
Adscrito fundamentalmente al movimiento de la arquitectura regionalista, también diseñó edificios propios de la arquitectura ecléctica, donde se conjugan elementos modernistas o historicistas, todos ellos coexistentes entre las últimas décadas del siglo XIX y las primeras del siglo XX; dejando sus mejores obras repartidas entre las ciudades de Sevilla y Sanlúcar de Barrameda. 
En la capital hispalense levantó algunos de los importantes edificios de su época, ejerciendo el cargo de arquitecto municipal entre 1926 y 1932, durante la excedencia de Juan Talavera y Heredia. Entre sus realizaciones se pueden citar la Iglesia de la Inmaculada Concepción del barrio de Nervión, la Fábrica el Progreso industrial (del año 1927), el Laboratorio Municipal, la Casa Manuel José Borrego en la calle Águilas, o la casa en la calle Arfe n.º 5. También llevó a cabo trabajos de restauración, como la realizada en la iglesia de San Pedro de esta ciudad.
En Sanlúcar de Barrameda dejó la magnífica Plaza de Toros del Pino, el Matadero Municipal, el Hotel Los Cisnes, algunas casas y hoteles, todos en estilo regionalista.